# Kendrick Industries
Kendrick Industries war ein US-amerikanischer Hersteller von Automobilen.

## Unternehmensgeschichte
Das Unternehmen hatte seinen Sitz in Wheat Ridge in Colorado. Zwischen 1983 und 1985 stellte es Automobile und Kit Cars her. Der Markenname lautete Kendrick.

## Fahrzeuge
Im Angebot standen Nachbildungen des Ferrari Mondial von 1955 namens Mondrea. Die Ausführung KS 500 basierte auf einem Fahrgestell vom VW Käfer. Der KS 501 hatte dagegen einen Rohrrahmen mit Frontmotor. Verschiedene V6- und V8-Motoren trieben die Fahrzeuge an. Die offene Karosserie bestand aus Fiberglas.